# تغییرات گریم
تغییرات گریم (ژاپنی: グリム組曲، هیپبورن: Gurimu Kumikyoku) یک مجموعه آنتولوژی پویانمایی شبکه اصلی (ONA) ژاپنی است که توسط ویت استودیو تولید شده است. این سریال بر اساس افسانه‌های برادران گریم در ۱۷ آوریل ۲۰۲۴ در نتفلیکس منتشر شد.